# 多元性別
多元性別（英語：sexual and gender diversity），或稱爲性別多元化，是一个术语，用于代表人類的社會性别特征，性取向和性别認同的所有多元性，而不需要详细说明或列舉形成这种多元性的每个個體，行为或特征。

## 概观
在西方世界中，通常使用简单的分类来描述性取向（异性恋，同性恋和双性恋）、性别认同（跨性別和順性別）、和非典型性徵（雙性人），收錄在縮寫LGBT或LGBTI之下（女同性恋、男同性恋、双性恋、跨性別或變性人，有时包括双性人）。然而，在某些文化中有其他方式来理解性别系统。此外，在过去的几十年中，出现了一些性学理论，如金赛理论和酷儿理论，提出这种分类不足以描述人类和其他动物物种中的性复杂性。例如，有些人可能認爲自己是異性戀與雙性戀之間，或同性戀與雙性戀之間的偏差性取向。它也可能随着时间的推移而变化，或者不仅包括对女性和男性的吸引力，而且还包括对所有性別特徵和性別認同的各种吸引力（泛性戀）。换句话说，在双性恋中，存在着从幾乎异性恋到幾乎同性恋（金赛量表）的各种类型和偏好。

## 分類

### 生物性别
生理性別，即生物性別（英語：sex），指的是依照生理特徵做出的性別分類，如男性（雄性，公）、女性（雌性，母），或者具有非傳統兩性生殖器官、基因型或第二性徵的間性人（又稱陰陽人、雙性人）等等。

### 性別認同
性別認同（英語：gender identity）是指一個人對自己社會性別上的認同（無論是將自己視為男性、女性、或某些非傳統觀點的性別），絕大多數人的生理和社會性別相同。

### 性別表達
性別表達（英語：gender expression），又稱性別氣質，主要指稱性格上的陽剛特質（masculinity）或陰柔特質（femininity），性別氣質和本身的生理性別沒太大直接的關係，亦不會影響本身的性別認同，多與社會文化有關。

### 性傾向
性傾向（英語：sexual orientation），亦稱性取向、性指向、性位向，是指一個人對特定性別的持久性情感、浪漫、與性吸引力，如異性戀、同性戀、雙性戀、泛性戀等，也有不受任何性別性吸引的無性戀。
近來亦有部分倡議者認為「在情感、浪漫上被何種性別吸引」應自性傾向當中獨立出來，另外稱作浪漫傾向，一樣有異性戀、同性戀、雙性戀、泛性戀等的區別，人在性吸引力上的性傾向可能與情感上的浪漫傾向不同，像是性傾向為單性戀的人一樣可能受到多種性別的情感吸引，無性戀者也可能有浪漫傾向，當然也有不受情感吸引的無浪漫傾向無性戀者的存在。

## 臺灣
臺灣談及多元性別議題時，常一併談及保障LGBT社群（香港指為性小眾）的權益。自臺灣民主化後，社會開始注重包括的各種人權議題。2000年
葉永鋕事件後，《兩性平等教育法》改為《性別平等教育法》，明列性別、性傾向、性別氣質與性別認同，教育政策也從兩性教育延伸轉化成為性別平等教育，將「多元性別」知識融入性教育課程。2011年起，以真愛聯盟、下一代幸福聯盟、台灣全國媽媽護家護兒聯盟等團體號召家長抵制包含性別光譜、多元性別內容的教材，認為不当性教育教材將混淆兒童性別認同。隨著台灣社會對台灣同性婚姻展開廣泛的討論，反同團體除了反對同性婚姻外，更一致認为2004年起實施的《性別平等教育法》后，導致年輕一代絕部分對多元性別族群採取包容態度，並改變到他們的價值觀。然而法律界與性別學界多認為，性平教育的目標是要學習尊重差異、避免霸凌，从未有教育及鼓吹青年成為多元性別族群。《性別平等工作法》明列性別與性傾向，總則中說明此法的目的為：「為保障性別工作權之平等，貫徹憲法消除性別歧視、促進性別地位實質平等之精神，爰制定本法。」

## 反對
部分人批評「多元性別」的定義意指社會性別上不只有男性和女性的定義，會改變傳統的性別角色和意義。
特朗普第二次就任總統後，宣佈终止多元性别。他表示美国政府只承认男性和女性。

## 外部連結
- 教育部性別平等教育全球資訊網（页面存档备份，存于）
- 法務部法規資料庫
- 什麼是「多元性別」？（页面存档备份，存于）
- 擁抱多元性別（页面存档备份，存于）
- 一起擁抱性別多元 - Silence TV （页面存档备份，存于）
- 多元性别中文数字图书馆（页面存档备份，存于）